# ペルセウス座ロー星
ペルセウス座ρ星(ρ Per / ρ Persei)は、ペルセウス座の恒星で3等星。
ペルセウス座ρ星は、SRB型の半規則型変光星であり、視等級は50日、1100日の周期で3.3から4.0まで変化する。
β星・π星・ω星とともに、メドゥーサの首を形作っており、この星は Gorgonea tertia（第三ゴルゴン星）と呼ばれていた。